# Janez Porenta
Janez Porenta   (Ljubljana, 3 de juny de 1896 (Julià) - Gramozna jama, juny 1942) va ser un gimnasta artístic eslovè que va competir sota bandera iugoslava durant la dècada de 1920.
Porenta va néixer a Ljubljana i formava part del moviment gimnàstic sokol. El 1924 va prendre part en els Jocs Olímpics de París, on disputà les nou proves del programa de gimnàstica. Destaquen una quarta posició en el concurs complet equips i dues sisenes posicions, en salt sobre cavall i escalada de corda, mentre en les altres proves finalitzà en posicions més endarrerides. Quatre anys més tard, als Jocs d'Amsterdam, disputà les set proves del programa de gimnàstica. Guanyà la medalla de bronze en la competició del concurs complet per equips i fou setè en el salt sobre cavall, mentre en les altres proves finalitzà en posicions més endarrerides.
Durant la Segona Guerra Mundial fou un membre actiu del Front d'Alliberament de la Nació Eslovena. El 1942 fou arrestat per les forces feixistes italianes per haver participat en l'assassinat del banquer i empresari Avgust Praprotnik (1891–1942) i fou afusellat a Gramozna Jama, prop de Ljubljana.